# 리버스 쿼모
리버스 쿼모(Rivers Cuomo, 1970년 6월 13일 ~ )는 미국의 가수이다. 밴드 위저의 보컬리스트로 잘 알려져있다.